# Chiesa di San Bartolomeo a Leonina
La chiesa di San Bartolomeo a Leonina è un edificio religioso situato nell'omonima località rurale del territorio comunale di Asciano, in provincia di Siena, nei pressi del castello di Leonina. La chiesa rientra nell'Arcidiocesi di Siena-Colle di Val d'Elsa-Montalcino.

## Storia
L'originario edificio religioso venne costruito nel corso del Duecento come cappella rurale del capitolo del Duomo di Siena.
In epoca seicentesca l'edificio religioso venne ricostruito con dimensioni più grandi di quelle originarie, divenendo la chiesa parrocchiale dell'omonima località rurale.
La parrocchia venne soppressa in epoca novecentesca, mentre l'edificio religioso è venuto a trovarsi all'interno di un'area di proprietà privata che ospita una struttura ricettiva.

## Descrizione
L'edificio religioso, ubicato nel punto più alto della località rurale di Leonina, si presenta ad aula unica con l'interno in stile barocco.
Al centro della facciata principale si trova il portale ligneo di accesso alla chiesa con arco tondo, sopra il quale si apre nella parte superiore della facciata, e sempre in posizione centrale, una finestra di forma quadrangolare.
Addossato alla parte posteriore della facciata laterale destra di eleva un campanile a vela con due celle campanarie, mentre la parete posteriore dell'edificio religioso è addossata ad un altro corpo di fabbrica adibito ad una diversa funzione.